# Kirby Morrow
Kirby Robert Morrow (Jasper, 28 de agosto de 1973-Vancouver, 18 de noviembre de 2020) fue un actor, comediante y escritor canadiense.

## Biografía
Morrow nació el 28 de agosto de 1973 en Jasper, Alberta. Estudió Teatro en la Universidad Mount Royal en Calgary y comenzó su trabajo actoral en Vancouver, Columbia Británica.
Como actor de animación, fue conocido como la voz de Miroku de InuYasha, Van Fanel de Escaflowne, Cyclops de X-Men Evolution, Jay de Class of the Titans, Teru Mikami de Death Note, Trowa Barton de Mobile Suit Gundam Wing, Rey Za Burrel de Mobile Suit Gundam SEED Destiny, Ryo Takatsuki de Project ARMS, Goku de Dragon Ball Z (desde el Episodio 160 en adelante), Hot Shot de Transformers: Cybertron (reemplazando a Brent Miller) y Cole de Lego Ninjago: Masters of Spinjitzu. En cámara, era conocido por el papel recurrente del capitán Dave Kleinman de Stargate Atlantis.
Morrow falleció a los cuarenta y siete años el 18 de noviembre de 2020. Su última actuación conocida fue Lego Ninjago: Masters of Spinjitzu Season 13: Master of the Mountain. La causa de su muerte estuvo relacionada con una larga historia de sobredosis.

## Filmografía

### Acción en vivo
| Año        | Título                                                          | Papel                    | Notas                                    |
| ---------- | --------------------------------------------------------------- | ------------------------ | ---------------------------------------- |
| 1996       | Stand Against Fear                                              | Nelson Doyle             | Television film                          |
| 1997       | Sombrio                                                         | Drive                    |                                          |
| 1997       | Moment of Truth: Into the Arms of Danger                        | Man at Truck Stop        | Television film                          |
| 1997       | Viper                                                           | Tim Vernon               |                                          |
| 1997       | Breaker High                                                    | Philippe                 |                                          |
| 1997–98    | Las Tortugas Ninja: Next Mutation                               | Michelangelo             | Voice                                    |
| 1997–98    | The Outer Limits                                                | Kirby                    |                                          |
| 1998       | Playing to Win: A Moment of Truth Movie                         | Ryan                     | Television film                          |
| 1998       | Silencing Mary                                                  | Head Cheerleader         | Television film                          |
| 1998       | Storm Chasers: Revenge of the Twister                           | Storm Chaser             |                                          |
| 1998       | Someone to Love Me                                              | Ryan                     |                                          |
| 1998       | Highlander: The Raven                                           | Marco Becker             | Episode: "Passion Play"                  |
| 1998, 2002 | Stargate SG-1                                                   | Militia Man, Tara'c      |                                          |
| 1999       | Total Recall 2070                                               | Beta Class Android       | Episode: "Baby Lottery"                  |
| 1999       | The Hunt for the Unicorn Killer                                 | John Maddux              | Television film                          |
| 1999       | First Wave                                                      | Quentin Billup           | Episode: "Ohio Players"                  |
| 1999       | Jerry's Day                                                     | Jerry                    |                                          |
| 2000       | MVP: Most Valuable Primate                                      | Tiger #1                 |                                          |
| 2001       | Siete días                                                      | Rick Hedstrom            | Episode: "The First Freshman"            |
| 2001       | Avalanche Alley                                                 | Jake                     | Television film                          |
| 2001       | Bones                                                           | Palmer                   |                                          |
| 2001       | Special Unit 2                                                  | Scott Caputo             | Episode: "The Wall"                      |
| 2002       | Slap Shot 2: Breaking the Ice                                   | Ash                      | Direct-to-video                          |
| 2002       | L.A. Law: The Movie                                             | Young Man                | Television film                          |
| 2002       | Jeremiah                                                        | Angus Deveraux           | Episode: "The Touch"                     |
| 2003       | Out of Order                                                    | Brad                     | Miniseries                               |
| 2004       | Behind the Camera: The Unauthorized Story of 'Charlie's Angels' |                          | Uncredited Television film               |
| 2005–06    | Stargate Atlantis                                               | Captain Dave Kleinman    | 8 episodes                               |
| 2006       | Deadly Skies                                                    | Guard Carmichael         | Television film                          |
| 2007       | Blood Ties                                                      | Brady                    | Episode: "Deadly Departed"               |
| 2007       | Glimpse                                                         | Troy                     |                                          |
| 2008       | The Triple Eight                                                | Catty Platter Guy        |                                          |
| 2009       | The L Word                                                      | Randy Griff              | Episode: "Least Likely"                  |
| 2009       | Something Evil Comes                                            | Edwin Vaster             | Television film                          |
| 2010       | The Bridge                                                      | Mac                      | Episode: "The Blame Game"                |
| 2010       | Stargate Universe                                               | Captain Dave Kleinman    | Episode: "Incursion: Part 1"             |
| 2010       | Supernatural                                                    | Ex Husband               | Episode: "Two and a Half Men"            |
| 2010       | Life Unexpected                                                 | Tasha's Lawyer           | Episode: "Stand Taken"                   |
| 2011       | Human Target                                                    | Eddie                    | Episode: "Cool Hand Guerrero"            |
| 2011       | Mortal Kombat: Legacy                                           | King Jerrod              | Web series                               |
| 2011       | The Pastor's Wife                                               | Walt Freeland            | Television film                          |
| 2012       | Fringe                                                          | Maddox & Maddox (Canaan) | Episode: "Everything in Its Right Place" |
| 2012       | Arrow                                                           | Matt Istook              | Episode: "An Innocent Man"               |
| 2012       | Maximum Conviction                                              | MP #2                    |                                          |
| 2014       | Spooksville: Pueblo Sobrenatural                                | Coach MacGillis          | Episode: "Phone Fear"                    |
| 2014       | A Ring by Spring                                                | Tom Halsey               | Television film                          |
| 2015       | Olympus                                                         | General Dion             | Episode: "The Temple of Gaia"            |
| 2015       | Cedar Cove                                                      | Doug Lambert             | Episode: "Something's Gotta Give"        |
| 2015       | 12 Rounds 3: Lockdown                                           | Saul                     |                                          |
| 2015       | The Flash                                                       | Coach                    | Episode: "The Fury of Firestorm"         |
| 2016       | Van Helsing                                                     | Gary                     | 2 episodes                               |
| 2016       | Travelers                                                       | Hickman                  | Episode: "Donner"                        |
| 2017       | Legión                                                          | Benny                    | Recurring                                |
| 2017       | Drone                                                           | Dave Wistin              |                                          |
| 2017       | The Good Doctor                                                 | Ethan                    | Episode: "Burnt Food"                    |
| 2018       | Supergirl                                                       | Oficial Dean Petrocelli  | 3 episodios                              |

| Año       | Título                             | Papel                                       | Notas                                |
| --------- | ---------------------------------- | ------------------------------------------- | ------------------------------------ |
| 1999      | Brain Powerd                       | Jonathan Glenn                              |                                      |
| 1999      | Z-Mente                            | Akira                                       |                                      |
| 2000      | Mobile Suit Gundam Wing            | Trowa Barton                                |                                      |
| 2000-01   | Tenkū no Escaflowne                | Van Fanel                                   | Ocean / Bandai dub                   |
| 2000-03   | Dragon Ball Z                      | Son Gokū                                    | Ocean dub                            |
| 2001      | Gundam Wing: Endless Waltz         | Trowa Barton                                |                                      |
| 2002–06   | InuYasha                           | Miroku                                      |                                      |
| 2002-04   | Project ARMS series                | Ryo Takatsuki                               |                                      |
| 2002      | Hamtaro                            | Navidad                                     |                                      |
| 2002-03   | Transformers: Armada               | Rad White                                   |                                      |
| 2003-04   | MegaMan NT Warrior                 | ElecMan, Dave                               | También Axess                        |
| 2003      | Mugen no Ryvius                    | Yuki Aiba                                   |                                      |
| 2004      | La alianza defensiva de la familia | Hayakawa, Alpha # 1, subordinado de Yashiro |                                      |
| 2004-05   | Transformers: Energon              | Rad White                                   |                                      |
| 2005      | Star Ocean EX                      | Allen                                       |                                      |
| 2005      | Tokyo Underground                  | Sui                                         |                                      |
| 2005-06   | Transformers: Cybertron            | Tiro caliente                               |                                      |
| 2005      | Hikaru no Go                       | Ito                                         |                                      |
| 2005      | Operadores de naves espaciales     | Takai Kiryu                                 |                                      |
| 2006-2007 | Gundam SEED Destiny                | Rey Za Burrel                               |                                      |
| 2006      | Ōban Star-Racers                   | Príncipe Aikka                              |                                      |
| 2006      | .hack//Roots                       | Gord                                        |                                      |
| 2007      | Ayakashi: Japanese Classic Horror  | Zushonosuke Himekawa                        |                                      |
| 2008-09   | Mobile Suit Gundam 00              | Billy Katagiri                              |                                      |
| 2008      | Death Note                         | Teru Mikami                                 |                                      |
| 2012-13   | Inuyasha: el acto final            | Miroku                                      |                                      |
| 2012      | Kurozuka                           | Hasegawa                                    |                                      |
| 2016      | Serie Kingdom                      | Ze Gui, Lord Changping, Li Bai              |                                      |
| 2017      | Gintama                            | Tsukuyo (Genderbend)                        |                                      |
| 2020      | Hanyo no Yashahime                 | Miroku                                      | Episodio: "Inuyasha: Desde entonces" |

### Animación
| Año       | Título                                          | Papel                                                                   | Notas |
| --------- | ----------------------------------------------- | ----------------------------------------------------------------------- | --- |
| 1998–99   | Mocosos de la Nebulosa Perdida                  | Zadam                                                                   | |
| 1999-2001 | Corredores de NASCAR                            | Línea roja                                                              | |
| 1999      | Meltylancer                                     | Desafiante A                                                            | |
| 1999-2005 | Yvon del Yukón                                  | Tommy Tukyuk                                                            | |
| 2005      | Hot Wheels AcceleRacers                         | Shirako Takamoto                                                        | |
| 2000-01   | Kong: La serie animada                          | Jason Jenkins                                                           | |
| 2000-03   | X-Men: Evolution                                | Cíclope / Scott Summers                                                 | |
| 2000      | Hombre de acción                                | Jimmy Woo                                                               | |
| 2000-2002 | What about Mimi?                                | Trevor, voces adicionales                                               | Episodio: "Fuera de sincronización"                                                                              |
| 2001-2002 | UBOS Ultimate Book Of Spells                    |                                                                         | |
| 2001-2002 | Alienators: Evolution Continúa                  | Dr. Ira Kane                                                            | |
| 2002      | ¡Mary-Kate y Ashley en acción!                  | Voces adicionales                                                       | |
| 2003      | Santos rotos                                    | Raimi, matón de barco # 2                                               | |
| 2005      | Kong: La serie animada                          | Jason Jenkins                                                           | |
| 2006-2007 | Las increíbles aventuras de Team Galaxy         | Josh                                                                    | |
| 2006-08   | Academia de titanes                             | Arrendajo                                                               | |
| 2007–10   | Ositos cariñositos: aventuras en Quiéreme Mucho | Campeón oso                                                             | |
| 2008      | Al lado de Jesús                                | Jesús, vendedor # 2                                                     | |
| 2011-21   | Lego Ninjago: Masters of Spinjitzu (2011-2021)  | Cole / Voces adicionales                                                | A pesar del lamentable fallecimiento del actor, Morrow alcanzó a grabar para las temporadas de 2021 de la serie. |
| 2012      | Action Dad                                      | Rico, taxista                                                           | |
| 2013      | Slugterra                                       | Maestro del juego                                                       | Episodio: "La emoción del juego"                                                                                 |
| 2013      | Lego: Star Wars                                 | Anakin Skywalker                                                        | |
| 2013      | Ultimate Wolverine vs. Hulk                     | Tony Stark                                                              | Cómic de movimiento                                                                                              |
| 2014      | Eternos                                         | Hombre de Acero                                                         | Cómic de movimiento                                                                                              |
| 2015      | Lego Star Wars: Droid Tales                     | Anakin Skywalker, General Grievous, Guardia Roja # 2, Cliente ithoriano | |
| 2018      | Las épicas historias del Capitán Calzoncillos   | Voces adicionales (sin acreditar)                                       | Episodio: "La irritante villanía de los viles Vimpire"                                                           |
| 2019      | Lego Jurassic World: Leyenda de Isla Nublar     | Larson Mitchell                                                         | |

### Película
| Año  | Título                                           | Papel                          | Notas                         |
| ---- | ------------------------------------------------ | ------------------------------ | ----------------------------- |
| 2001 | Barbie in The Nutcracker                         | Cascanueces / Príncipe Eric    | Directo a video               |
| 2002 | Escaflowne                                       | Van Fanel                      | Ocean / Bandai dub            |
| 2004 | InuYasha: El castillo de los sueños en el espejo | Miroku                         |                               |
| 2004 | InuYasha: El amor a través del tiempo            | Miroku                         |                               |
| 2005 | InuYasha: La espada conquistadora                | Miroku                         |                               |
| 2005 | Dragons II: La Edad del Metal                    | Gorhagar                       | Película de televisión        |
| 2005 | Arca                                             | Rogan                          |                               |
| 2005 | Mi escena va a Hollywood: la película            | Hudson                         | Directo a video               |
| 2005 | Hot Wheels AcceleRacers                          | Shirako Takamoto               | Directo a video               |
| 2006 | Inuyasha la película: Fuego en la isla mística   | Miroku                         |                               |
| 2007 | Mosaico                                          | Mosaico                        |                               |
| 2009 | Hulk contra                                      | Voces adicionales              | Sin acreditar Directo a video |
| 2013 | Escape from Planet Earth                         | Hazmats, ciudadanos de Baabian |                               |

### Videojuegos
| Año  | Título                                       | Papel                                                             | Notas |
| ---- | -------------------------------------------- | ----------------------------------------------------------------- | ----- |
| 2000 | Kessen                                       | Hideyori Toyotomi, Hiroie Kikkawa, Hideie Ukita, Tadaoki Hosokawa |       |
| 2002 | Asalto de batalla de Gundam 2                | Trowa Barton                                                      |       |
| 2003 | Mobile Suit Gundam: encuentros en el espacio | Dimitri                                                           |       |
| 2004 | Inuyasha: El secreto de la máscara maldita   | Miroku                                                            |       |
| 2005 | Ys VI: The Ark Of Napishtim                  | Ur, Seblo, Lolo, Camara                                           |       |
| 2005 | Inuyasha: combate feudal                     | Miroku                                                            |       |
| 2005 | Marvel Nemesis: Rise of the Imperfects       | Antorcha humana / Johnny Storm                                    |       |
| 2005 | Devil Kings                                  | Fecha Masamune / Dragón azur                                      |       |
| 2009 | Guerreros de la dinastía: Gundam 2           | Gyunei Guss                                                       |       |
| 2011 | Trinity: Souls of Zill O'll                  | Xenetes                                                           |       |
| 2011 | Guerreros de la dinastía: Gundam 3           | Trowa Barton                                                      |       |